# Ауди Шпортпарк
Ауди Шпортпарк (нем. Audi Sportpark) — футбольный стадион в городе Ингольштадт, Германия. Построен на месте бывшего нефтеперерабатывающего завода. Стадион принадлежит Audi Immobilien Verwaltung GmbH, дочерней компании Audi. Вместимость стадиона составляет 15 800 зрителей, на международные игры допущено 12000 зрителей. Домашний стадион футбольного клуба «Ингольштадт 04». Открыт 24 июля 2010 года.
Ауди Шпортпарк — один из трех крупных футбольных стадионов в Ингольштадте, наряду со стадионом ЕСВ-Штадион в спортивном комплексе Юго-Восточного округа и спортивным комплексом района Митте (стадион MTV) . Стоимость строительства составила около 20 миллионов евро.